# 舍夫琴科韋 (別爾江斯克區)
46°59′14″N 36°30′6″E / 46.98722°N 36.50167°E
舍夫琴科韋（烏克蘭語：Шевченкове）是位於烏克蘭東南部的村莊，由扎波羅熱州別爾江斯克區的安德里伊夫卡市鎮負責管轄。該村始建於1911年，面積1.23平方公里，海拔高度20米，2001年人口505，人口密度每平方公里410.9人。